# Schiwelutsch

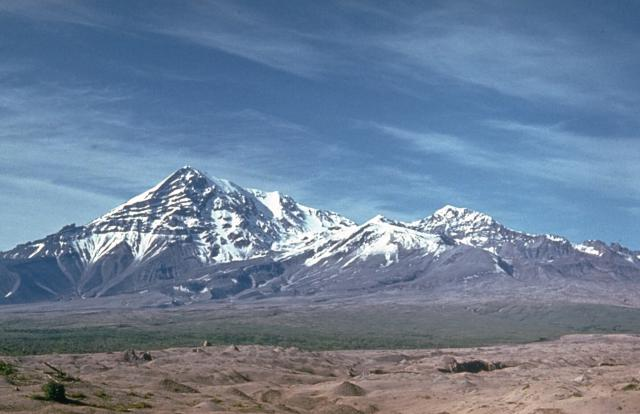
Schiwelutsch (2008)

Der Schiwelutsch (russisch Шивелуч) ist ein Stratovulkan auf der Halbinsel Kamtschatka im Fernen Osten Russlands, etwa 50 Kilometer nordöstlich des Dorfes Kljutschi. Es handelt sich um den nördlichsten der aktiven Vulkane der Halbinsel.

## Geologie
Der 3283 Meter hohe Schiwelutsch bildet das nördliche Ende der Vulkankette der Kamtschatka. Er bildet hier ein eigenes frei stehendes Bergmassiv auf einer Grundfläche von 1300 Quadratkilometern. Der Gipfel des Vulkanes wird von einer neun Kilometer großen Caldera dominiert, die nach Süden hin aufgebrochen ist. Die Ausbrüche des Schiwelutsch werden als Peleanische Eruptionen eingestuft. Durch das zähflüssige Magma bilden sich Lavadome, die durch explosive Ausbrüche mit pyroklastischen Strömen wieder zerstört werden.

## Vulkanische Aktivität
Der Vulkan entstand vor 60.000 bis 70.000 Jahren. Während des Jungpleistozäns bildete sich am Gipfel eine neun Kilometer weite Caldera; in und an ihr wuchsen mehrere Lavadome. Es sind etwa 60 Eruptionen während des Holozäns bekannt.
Ab 1990 bildete sich in seiner Caldera ein neuer Lavadom, der sogenannte Stepanich-Dom.
Am 15. August 1999 begann ein erneuter Ausbruchszyklus des Schiwelutsch.
Am 28. Oktober 2010 ereignete sich eine Eruption gleichzeitig mit einem Ausbruch der in 80 Kilometer Luftlinie südwestlich gelegenen Kljutschewskaja Sopka.
Am 25. Januar 2011 wurde vom NASA-Erdbeobachtungssatelliten Terra ein Ausbruch in Form eines etwa 15 Kilometer langen pyroklastischen Stroms beobachtet.
Am 4. Dezember 2017 brach der Schiwelutsch wieder aus und stieß eine zehn Kilometer hohe Aschewolke in die Atmosphäre.
Am 24. August 2019 kam es zu einem Ausbruch mit einer rund fünf Kilometer hohen Aschewolke. Im Oktober desselben Jahres wurde bei einem Ausbruch eine zehn Kilometer hohe Aschewolke gesichtet.
Am 11. April 2023 brach der Schiwelutsch erneut aus. Es wurde eine Aschesäule von zehn Kilometer Höhe beobachtet. Die russische Vulkanbeobachtungsstelle KVERT (Kamchatka Volcanic Eruption Response Team) gab eine Warnung für den Luftverkehr mit der Alarmstufe Rot heraus. Es könne jederzeit zu Ascheexplosionen von bis zu 15 Kilometern Höhe kommen. Vulkanische Asche ging im etwa 90 Kilometer entferntem Ust-Kamtschatsk nieder.
Kurz nach einem Erdbeben der Stärke 7 in der Region am 17. August 2024 bildete sich am 19. August 2024 eine 8 km hohe Aschewolkensäule am Schiwelutsch.
Am 8. Juni 2025 brach der Vulkan erneut aus und schleuderte Vulkanasche bis in eine Höhe von etwa 8 000 Metern über dem Meeresspiegel. Die Aschewolke wurde nach Nordosten über einen breiten Meeresstreifen verfrachtet. Vulkanasche wurde noch in 4 200 Metern Höhe nachgewiesen. Der Alarmstatus des Shiveluch steht auf „Orange“.